# Campeonato Europeo de Judo de 1975
El XXIII Campeonato Europeo de Judo se celebró en dos sedes distintas: el campeonato masculino en Lyon (Francia) entre el 8 y el 10 de mayo y el femenino en Múnich (RFA) entre el 12 y el 13 de diciembre de 1975 bajo la organización de la Unión Europea de Judo (EJU).

## Medallistas

### Masculino
| Evento            | Oro                      | Plata                       | Bronce                                                     |
| ----------------- | ------------------------ | --------------------------- | ---------------------------------------------------------- |
| –63 kg            | Torsten Reißmann RDA     | Shengueli Pitsjelauri URSS  | Yves Delvingt · Francia · Edward Alkśnin · Polonia         |
| –70 kg            | Vladimir Nevzorov URSS   | Valeri Dvoinikov URSS       | Dietmar Hötger RDA Günter Krüger RDA                       |
| –80 kg            | Antoni Reiter · Polonia  | Abdulgadzhi Barkalayev URSS | Adam Adamczyk · Polonia · Alexei Volosov · URSS            |
| –93 kg            | Dietmar Lorenz RDA       | Jean-Luc Rougé Francia      | David Starbrook Reino Unido Amiran Muzayev URSS            |
| +93 kg            | Dzhibilo Nizharadze URSS | Serguei Novikov URSS        | Wolfgang Zuckschwerdt RDA Vladimír Novák Checoslovaquia    |
| Categoría abierta | Guivi Onashvili URSS     | Shota Chochishvili URSS     | Peter Adelaar · Países Bajos · Wolfgang Zuckschwerdt · RDA |

### Femenino
| Evento            | Oro                         | Plata                       | Bronce                                                      |
| ----------------- | --------------------------- | --------------------------- | ----------------------------------------------------------- |
| –48 kg            | Edith Hrovat · Austria      | Teresa Campos España        | Ann Löf · Suecia · Sylvie Lecocq · Francia                  |
| –52 kg            | Christiane Herzog Francia   | Mileva Vasić Yugoslavia     | Hennie Matteman · Países Bajos · Gerda Winklbauer · Austria |
| –56 kg            | Sigrid Happ RFA             | Franka Luzzi · Italia       | Maggy Callu · Bélgica · Jutta Reifgraber · Austria          |
| –61 kg            | Martine Rottier Francia     | Marie-France Mill · Bélgica | Yvonne Vringer · Países Bajos · Kathy Nicol · Reino Unido   |
| –66 kg            | Paulette Fouillet Francia   | Jocelyne Triadou Francia    | Cornelia Weiß · RFA · Laura Di Toma · Italia                |
| –72 kg            | Cathérine Pierre Francia    | Rebecca Küttner RFA         | Ellen Cobb Reino Unido Géraldine Harmon Reino Unido         |
| +72 kg            | Christine Child Reino Unido | Margherita De Cal · Italia  | Christiane Kieburg RFA Margaret McKenna Reino Unido         |
| Categoría abierta | Cathérine Pierre Francia    | Paulette Fouillet Francia   | Christiane Kieburg · RFA · Laura Di Toma · Italia           |

## Medallero
| Núm. | País           | Oro | Plata | Bronce | Total |
| ---- | -------------- | --- | ----- | ------ | ----- |
| 1    | Francia        | 5   | 3     | 2      | 10    |
| 2    | URSS           | 3   | 5     | 2      | 10    |
| 3    | RDA            | 2   | 0     | 4      | 6     |
| 4    | RFA            | 1   | 1     | 3      | 5     |
| 5    | Reino Unido    | 1   | 0     | 5      | 6     |
| 6    | Austria        | 1   | 0     | 2      | 3     |
| 6    | Polonia        | 1   | 0     | 2      | 3     |
| 8    | Italia         | 0   | 2     | 2      | 4     |
| 9    | Bélgica        | 0   | 1     | 1      | 2     |
| 10   | España         | 0   | 1     | 0      | 1     |
| 10   | Yugoslavia     | 0   | 1     | 0      | 1     |
| 12   | Países Bajos   | 0   | 0     | 3      | 3     |
| 13   | Checoslovaquia | 0   | 0     | 1      | 1     |
| 13   | Suecia         | 0   | 0     | 1      | 1     |
|      | TOTAL          | 14  | 14    | 28     | 56    |